# Мордінов Микола Єгорович
Микола Єгорович Мордінов (6 січня 1906, Нижньоамгинський наслег, Ботуруський улус, Якутська область — 14 листопада 1994) — якутський радянський письменник. Народний письменник Якутії (1966).

## Біографія
Народився 6 січня 1906 року в Нижньоамгинському наслезі Ботуруського улусу Якутської області, в сім'ї селян.
У 1928 році закінчив Якутський педагогічний технікум, в 1931 році — відділення мови та літератури Другого Московського державного університету.
Дуже довго і плідно працював у редакціях республіканських газет «Бэлэм буол» і «Юність Півночі».
Член Союзу письменників СРСР з 1934 року.
М.Є. Мордінов був делегатом першого з'їзду письменників СРСР. Обирався депутатом Верховної Ради СРСР 7-го скликання, Верховної Ради РРФСР 4-го скликання.
Помер 14 листопада 1994 року. Похований на кладовищі в Якутську.

## Творчість
В 1927 році в журналі «Чолбон» («Ранкова зірка») відбулася перша публікація Мордінова, вірш «Ийэ» (Мати). У 30-х роках Микола Мордінов видає окремою книгою цикл оповідань, пише оповідання, повісті, нариси, публіцистичні та критичні статті.
Микола Мордінов — автор широко відомого роману-епопеї «Сааскы кэм» (Весняна пора). Роман був написаний у 1944 році, охоплює період життя якутського народу з 1910-х до початку 1930-х років. Твір видало близько десяти видань якутською та російською мовами, перекладено на українську, угорську, чеську мови.
М. Мордінов також відомий як дитячий письменник, публіцист, перекладач. Письменником перекладені твори Л.М. Толстого «Анна Кареніна», «Війна і мир», «Воскресіння» і роман М. Шолохова «Тихий Дон».

## Нагороди та премії
- Два ордена Трудового Червоного Прапора (у т. ч. 05.01.1956)
- Орден Дружби народів
- Два ордена «Знак Пошани»
- Медалі
- Народний письменник Якутії
- Заслужений діяч мистецтв Якутської АРСР
- Лауреат Державної премії Якутської АРСР імені  П.О. Ойунського

## Пам'ять
Ім'я М.Є. Мордінова — Амма Аччыгыйа присвоєно Харбалахській середній школі Таттинського улусу (1995)